# Agronomówka

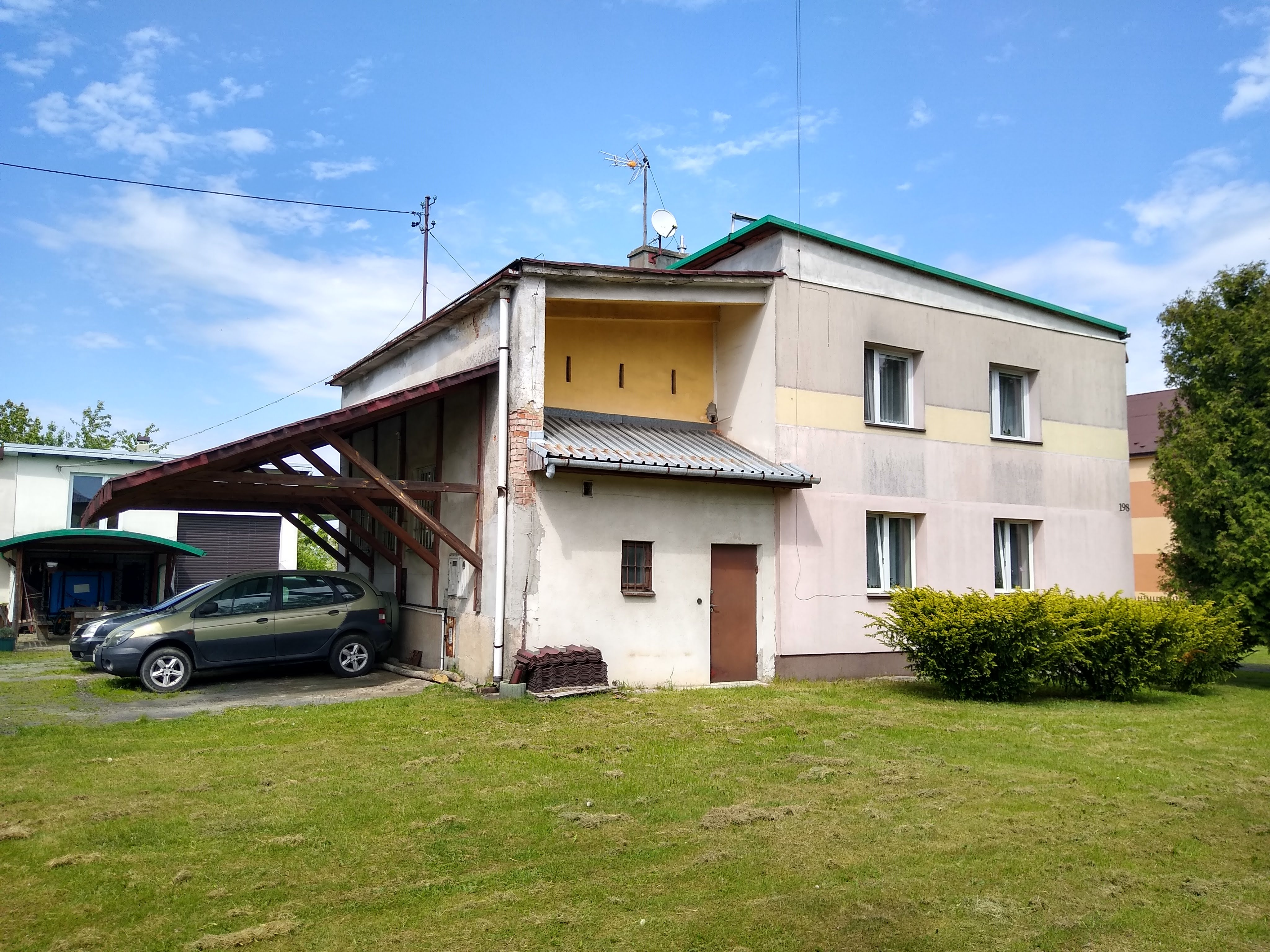
Dawna agronomówka w Siedlance

Agronomówka – powszechna nazwa siedziby agronoma gromadzkiego, zlokalizowana na terenie gromady, stanowiąca miejsce zamieszkania służby rolnej, zwykle z działką ziemi, wyposażoną w małe laboratorium i pomoce dydaktyczne.
Przykładowo siedzibę dla służby melioracyjnej określano jako wodomistrzówka.

## Powstawanie agronomówek
Uchwałą Rady Ministrów z 1960 r. ustalono sposób realizacji budowy domów dla służby agronomicznej w celu zapewnienia realizacji 6-letniego planu rozwoju rolnictwa w latach 1961–1965 oraz stworzenia warunków sprzyjających stabilizacji kadry rolniczej, powiązania jej z gromadą i podniesienie prestiżu zawodowego. Do terenowych planów inwestycyjnych włączono budowę nowych bądź adaptację istniejących budynków z przeznaczeniem na pomieszczenia mieszkalne i laboratoryjne dla agronomów gromadzkich, zootechników i weterynarii. Budynki te miały być zwane „agronomówkami”.
Teren pod budowę agronomówki miał obejmować działkę budowlaną wraz z ogródkiem przydomowym oraz działką eksperymentalną dla doświadczeń i pokazów agrotechnicznych o łącznym obszarze do 0,5 ha.

### Kolejność budowy agronomówek w gromadach
W pierwszej kolejności organizowano agronomówki:
- w gromadach o największej liczbie aktywnych kółek rolniczych, dysponujących większą ilością maszyn rolniczych;
- w gromadach, w których zainwestowano bądź planuje w najbliższym czasie zainwestowanie większych nakładów na podniesie zdolności produkcyjnych rolnictwa danego rejonu;
- w gromadach posiadających żyzne gleby, na których podniesienie kultury rolnej przynieść może szybkie i wysokie osiągnięcia produkcyjne;
- w gromadach, w których zostaną skoncentrowane komplety traktorowo-maszynowe w ilości zapewniającej kompleksową mechanizację podstawowych prac polowych;
- w gromadach, w których stosunek miejscowych rolników do działalności instruktorskiej wskazuje na możliwość uzyskania szczególnie pozytywnych wyników ich działalności;
- w gromadach posiadających warunki do szybkiego rozwoju hodowli zwierząt;
- w gromadach, w których znajdują się grunty Państwowego Funduszu Ziemi przeznaczonego do zagospodarowania przez kółka rolnicze.

### Finansowanie budowy agronomówek
Sfinansowanie budowy, odbudowy lub adaptacji odbywało się ze środków Funduszu Rozwoju Rolnictwa, w części przeznaczonej do dyspozycji powiatowego związku kółek rolniczych. W przypadku, gdy środki finansowe na budowę agronomówek były niewystarczające, gromadzkie rady narodowe miały uzupełniać je z funduszu gromadzkiego.
Agronomówka miała stanowić dla zamieszkujących ją pracowników służby rolnej mieszkanie służbowe, które w przypadku rozwiązania stosunku służbowego winno być zwolnione i oddane do dyspozycji prezydium gromadzkiej rady narodowej.

### Typy agronomówek
Biorąc pod uwagę kierunki rozwoju rolnictwa i rolę służby agronomicznej w procesie intensyfikacji produkcji, powstawały trzy typy budynków dla służby rolnej:
- typ I – dla agronoma gromadzkiego;
- typ II – dla agronoma gromadzkiego i dodatkowo dla zootechnika gromadzkiego;
- typ III – dla agronoma gromadzkiego, zootechnika gromadzkiego i dodatkowo dla lekarza weterynarii.

Prezydia gromadzkich rad narodowych uczyniono odpowiedzialnymi za zapewnienia odpowiedniej lokalizacji dla obiektów agronomicznych i dotrzymania terminów realizacji zgodnie z planami zagospodarowania terenowego.

### Regulacje dotyczące lokalizacji, budowy i adaptacji agronomówek
Pismem okólnym Ministra Rolnictwa z 1961 r. ustalono szczegółowe zasady budowy, odbudowy i adaptacji agronomówek z myślą przeznaczenia istniejących pomieszczeń mieszkalnych dla agronomów, zootechników i lekarzy weterynaryjnych. Podkreślono, że agronomówki należy lokalizować na gruntach PFZ lub gruntach we władaniu gromad. Agronomówki powinny być przekazane prezydiom gromadzkich rad narodowych.
Finansowanie budowy następuje ze środków Funduszu Rozwoju Rolnictwa w części przeznaczonej do dyspozycji powiatowych związków kółek rolniczych. Gdy środki Funduszu Rozwoju Rolnictwa były zbyt małe, należało je uzupełnić środkami funduszu gromadzkiego.
Agronomowie, zootechnicy i lekarze weterynarii otrzymywali mieszkanie służbowe na podstawie przydziału. Służby rolne i weterynaryjne były zwolnione z opłacania kaucji z uwagi na powstały stosunek pracy.
W piśmie okólnym Ministra Rolnictwa z 1961 r. uzupełniono treść poprzedniego pisma. Wskazano, że wywłaszczenia nieruchomości stanowiącej własność indywidualną dokonuje wydział rolnictwa i leśnictwa prezydium powiatowej rady narodowej. Obowiązek odszkodowania ciążył na prezydium powiatowej rady narodowej.

### Przebieg budowy agronomówek
W 1961 r. rozpoczęto budowę agronomówek, przy założeniu wybudowania 1000 budynków w skali rocznej. W planie perspektywicznym przyjęto wybudowanie 6000 agronomówek, co odpowiadało ówczesnej sieci gromad. W 1964 r. wybudowano 654 nowych agronomówek oraz zaadaptowano na te cele 192 innych obiektów.
Do końca 1967 r. wybudowano 2840 obiektów, w tym:
- typu I – 1800 obiektów;
- typu II – 842 obiektów;
- typu III – 129 obiektów.

W 1968 r. opracowano nowe projekty budowlane dla 5 typów agronomówek, biorąc pod uwagę pojawienie się nowych stanowisk w gromadzkiej służbie rolnej w postaci asystentów agronoma i zootechnika oraz referentów rolnych.